# Кудымкарская епархия
Куды́мкарская епа́рхия (коми-перм. Кудымкар епархия) — епархия Русской православной церкви, объединяющая приходы и монастыри в западной части Пермского края (в границах Коми-Пермяцкого округа, Большесосновского, Верещагинского, Ильинского, Карагайского, Нытвенского, Оханского, Очёрского, Сивинского, Частинского районов). Входит в состав Пермской митрополии.

## История
Летом 1929 года было образовано Кудымкарское викариатство Пермской епархии для борьбы с сильным в этих краях обновленчеством, но после 1931 года епископы сюда не назначались.
Образована решением Священного Синода Русской Православной Церкви от 19 марта 2014 года путём выделения из Пермской епархии со включением в состав образованной тогда же Пермской митрополии.
В Верещагине благочинным протоиереем Борисом Кицко создан приют для 160 брошенных детей . При этом отец Борис является настоятелем единоверческого прихода.

## Епископы
Кудымкарское викариатство Пермской епархии
- с лета 1929 — 3 апреля 1931 — Илия (Бабин)

Кудымкарская епархия
- 19 марта 2014 — 13 апреля 2021 — Никон (Миронов)
- с 13 апреля 2021) в/у — Мефодий (Немцов), митрополит Пермский
- с 23 марта 2024 года — Петр (Зобов)

## Благочиния
Епархия разделена на 5 церковных округов (по состоянию на октябрь 2022 года):
- Архангельское благочиние
- Ильинское благочиние
- Никольское благочиние
- Свято-Стефановское благочиние
- Успенское благочиние

## Монастыри
- Верещагинский Лазаревский монастырь в Верещагино (женский)